# کاپریکه
شهر کپریژک (به فرانسوی: Kaprijke) در شهرستان اکلو در استان فلاندری شرقی در منطقه فلاندری در کشور بلژیک واقع شده‌است.

## نگارخانه

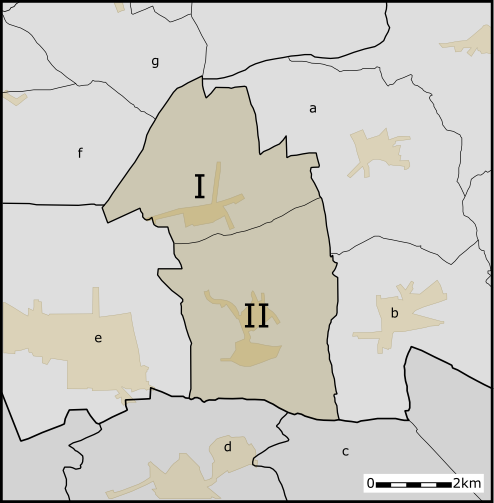
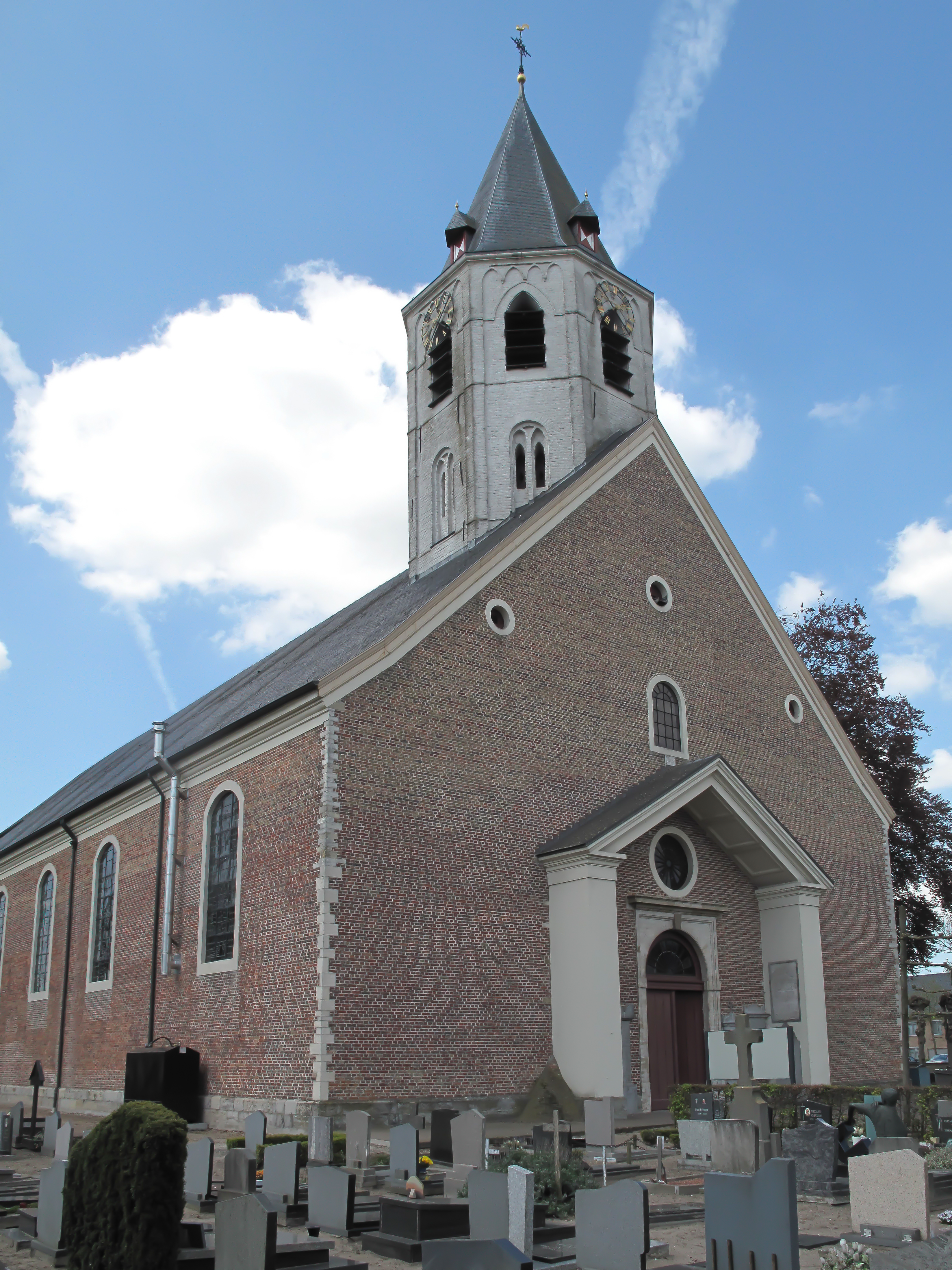
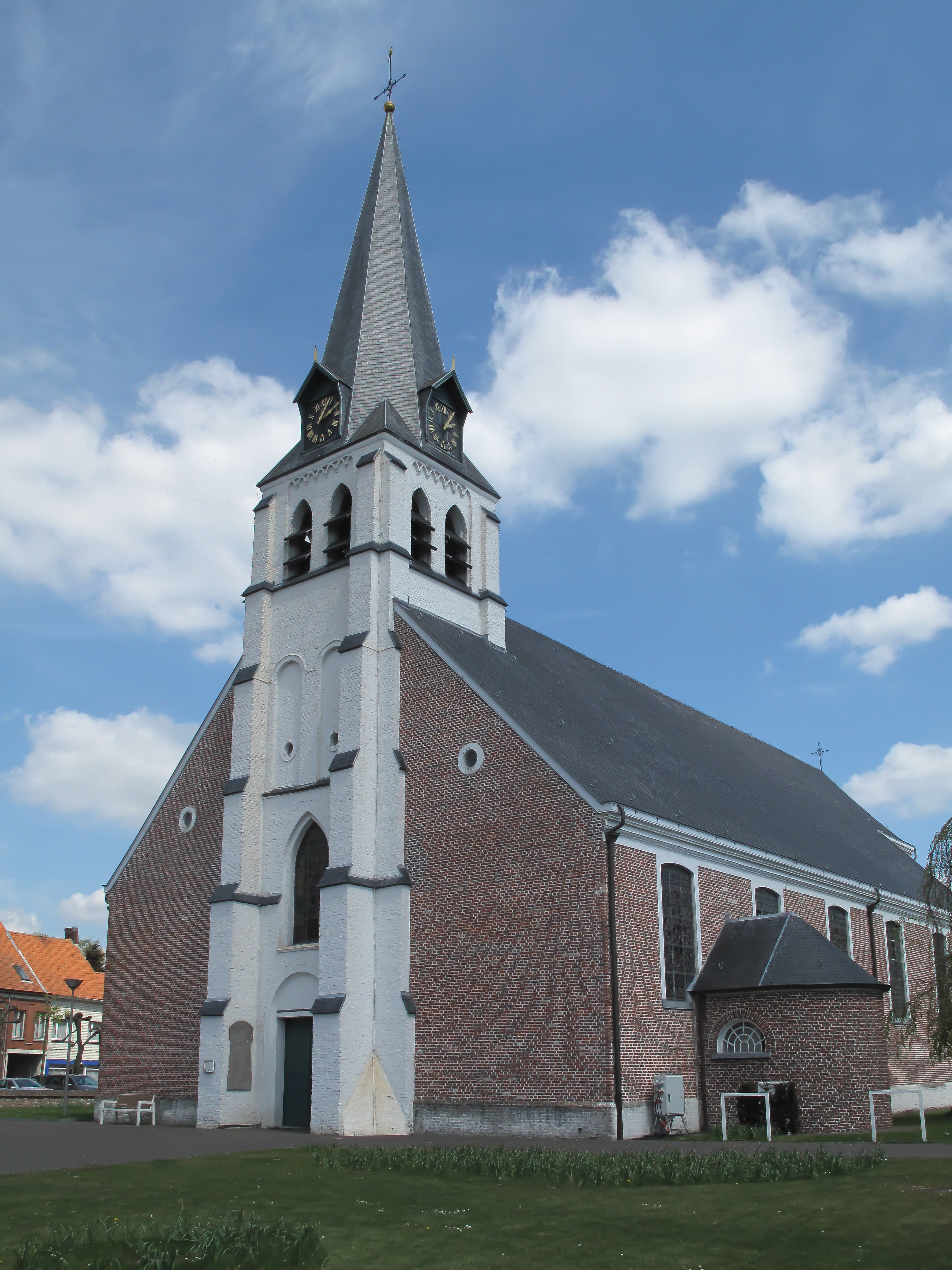